# جان فرنسوا بوريل
جان فرنسوا بوريل هو عالم أدوية بلجيكي، ولد في 4 يوليو 1933 في أنتويرب في بلجيكا.